# Sidney Herbert, 16. Earl of Pembroke

Wappen der Earls of Pembroke

Sidney Charles Herbert, 16. Earl of Pembroke, 13. Earl of Montgomery (* 9. Januar 1906; † 16. März 1969) war ein britischer Adliger.
Er war der Sohn von Reginald Herbert, 15. Earl of Pembroke, 12. Earl of Montgomery, und seiner Frau Beatrice Eleanor Paget. Er wurde am Eton College und am Pembroke College in Oxford ausgebildet.
Am 27. Juli 1936 heiratete er Lady Mary Dorothea Hope (1903–1995), Tochter des John Hope, 1. Marquess of Linlithgow. Mit ihr hat er zwei Kinder:
- Diana Herbert (* 1937)
- Henry Herbert, 17. Earl of Pembroke, 14. Earl of Montgomery (1939–2003)

Beim Tod seines Vaters, 1960, erbte er dessen Adelstitel, einschließlich des damit verbundenen Sitzes im House of Lords und der familieneigenen Ländereien um das Anwesen Wilton House.
Er starb 1969 und wurde von seinem Sohn Henry beerbt.